# Gracie's Choice
Gracie's Choice is een Amerikaanse televisiefilm van Lifetime Television uit 2004 over een tienermeisje dat al heel haar leven voor haar halfbroertjes en -zusjes instaat. Gracie's Choice is gebaseerd op een waargebeurd verhaal dat in 2000 in het magazine Reader's Digest verscheen.

## Verhaal
De 17-jarige Gracie is de oudste van twee meisjes en drie broers en zorgt al sinds haar kinderjaren voor haar halfbroers en -zus. Elk kind is van een andere vader en hun drugverslaafde moeder Rowena is nauwelijks in staat voor hen in te staan. Daarom verhuizen ze constant, op de vlucht voor schulden en de politie. Daarbij zitten ze soms dagen zonder eten en wordt Gracie bijna misbruikt door een van haar moeders vele vriendjes. Als Rowena opgepakt wordt verblijven de kinderen een tijd in een jeugdinstelling alvorens door hun grootmoeder in huis genomen te worden. Het geld dat zij krijgt om voor hen te zorgen geeft ze echter aan Rowena.
Gracie wil te allen tijde vermijden dat ze gescheiden worden en besluit te proberen het voogdijschap over haar halfbroers en -zus te verkrijgen. Ze was toegelaten tot een universiteit maar geeft dit op. In de plaats daarvan gaat ze als serveerster werken om zelfstandig te wonen en zorgen voor de kinderen. De rechtbank geeft haar drie maanden tijd om zichzelf te bewijzen.
Uiteindelijk wil ook Rowena haar kinderen terug en dus staan Gracie en haar moeder tegenover elkaar in de rechtbank. De kinderen zelf geven aan bij Gracie te willen blijven en dus ontneemt de rechter Rowena's ouderschapsrechten om deze toe te kennen aan Gracie.

## Rolbezetting
| Acteur              | Personage        | Opmerkingen                     |
| ------------------- | ---------------- | ------------------------------- |
| Kristen Bell        | Gracie Thompson  | Protagonist.                    |
| Kristin Fairlie     | Rose Carlton     | Gracie's jongere halfzus.       |
| Brian Akins         | Ryan Walker      | Gracie's jongere halfbroer.     |
| David Gibson McLean | Jonny Blicker    | Gracie's halfbroertje.          |
| Jack Armstrong      | Robbie Locascio  | Gracie's halfbroertje.          |
| Anne Heche          | Rowena Lawson    | De moeder van de kinderen.      |
| Diane Ladd          | Louela Lawson    | De grootmoeder van de kinderen. |
| Shedrack Anderson   | Tommy            | Een van Gracies vriendjes.      |
| Robert Seeliger     | Ray              | Een van Rowena's vriendjes.     |
| Sandra Caldwell     | mevrouw Thurston | Gracie's schooldirectrice.      |
| Roberta Maxwell     |                  | Rechter.                        |

## Prijzen en nominaties
Gracie's Choice werd genomineerd voor volgende prijs:
- Emmy Awards 2004: nominatie uitstekende vrouwelijke bijrol in een miniserie of film voor Anne Heche.